# William Smith (cyklist)
William R. "Bill" Smith, född 1893, död oktober 1958 i Johannesburg, var en sydafrikansk tävlingscyklist.
Smith blev olympisk silvermedaljör i tandem vid sommarspelen 1920 i Antwerpen.